# Караурус
Караурус (лат. Karaurus sharovi) — вид древних хвостатых земноводных, обитавших в позднем юрском периоде на территории Казахстана. Известен по единственному экземпляру, найденному в 1970-х годах в озёрном захоронении в Казахстане.
Название означает «хвост из Каратау» (Каратау — горы где был обнаружен караурус).

## Описание

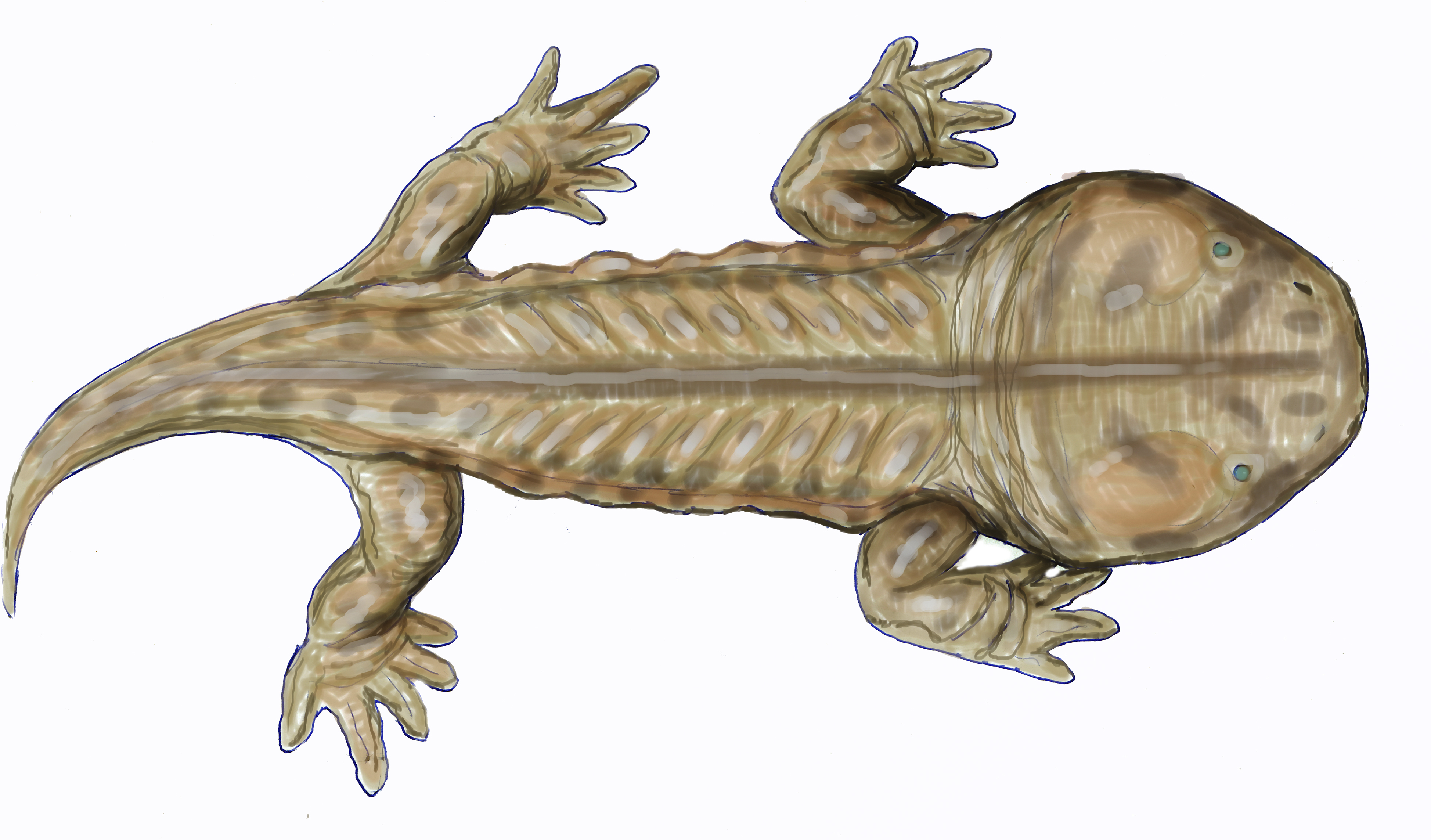
Реконструкция

Караурус — хвостатое земноводное среднего размера и мощного телосложения, с широким лягушачьим черепом, коротким телом и крупными конечностями. По строению скелета караурус примитивнее любых современных хвостатых земноводных. Это навело учёных на мысль о происхождении современных хвостатых земноводных от более продвинутого предка. После открытия карауруса другие древние хвостатые земноводные были найдены в Китае, Европе и Северной Америке. Кости конечностей единственного экземпляра недоразвиты. Это могла быть молодая особь.